# Michelle Steel
Pour les articles homonymes, voir Steel.
Michelle Eunjoo Park Steel, née le 21 juin 1955 à Séoul, est une femme politique américaine. Membre du Parti républicain, elle siège au conseil de péréquation de Californie de 2006 à 2014 puis au conseil de surveillance du comté d'Orange de 2014 à 2020, année où elle est élue à la Chambre des représentants des États-Unis.

## Jeunesse et études
Steel est née à Séoul, en Corée du Sud. Son père est né à Shanghai de parents expatriés coréens. Steel fait ses études en Corée du Sud et au Japon.
Elle est arrive aux États-Unis à l'âge de 19 ans pour étudier à l'Université Pepperdine, où elle obtient un diplôme en commerce. Elle est également titulaire d'un MBA de l'université de Californie du Sud. Elle parle couramment coréen et japonais.
Après les émeutes de 1992, qui mettent en difficulté de nombreux commerces coréano-américains, elle s'engage au sein de plusieurs commissions pour représenter la communauté coréenne américaine.

## Carrière politique

### Conseil de péréquation de Californie
Steel est élue au Conseil de péréquation de l'État de Californie en 2006 lorsque le républicain sortant Claude Parrish s'est présenté sans succès au poste de trésorier de l'État. Tout au long de son mandat, elle est la plus haute administratrice coréenne américaine du pays et la plus haute républicaine de Californie. Elle représente plus de huit millions de personnes dans le 3e district, qui comprend alors l'intégralité des comtés d'Imperial, d'Orange, de Riverside et de San Diego, ainsi que des parties des comtés de Los Angeles et de San Bernardino. En 2011, elle est élue vice-présidente du Conseil.

### Conseil de surveillance du comté d'Orange
En 2014, elle devient membre du conseil de surveillance du comté d'Orange représentant le 2e district, battant le membre de l'Assemblée de l'État de Californie Allan Mansoor (en). Elle est facilement réélue en 2018.
En mars 2018, Steel est la seule élue à accueillir le président Donald Trump lorsqu'il atterri à LAX lors de sa première visite officielle en Californie en tant que président. En 2019, elle est nommée par Trump à la Commission consultative du président sur les Américains d'origine asiatique et les insulaires du Pacifique.

### Représentante des États-Unis
En 2020, Steel est candidate à la Chambre des représentants des États-Unis dans 48e district congressionnel de Californie. Steel reçoit 34,9 % des voix à la primaire, derrière le démocrate sortant Harley Rouda (46,7 %). Les deux candidats s'affrontent lors des élections du 3 novembre 2020. Durant la campagne, elle critique Rouda pour ses votes « trop libéraux pour le district » et met en cause sa carrière dans la privé. De son côté, Rouda attaque le bilan de Steel au conseil de surveillance du comté et ses positions conservatrices, notamment sur le mariage homosexuel. Si les sondages et les commentateurs politiques donnent un léger avantage au démocrate sortant, les candidats sont au coude-à-coude en termes de fonds levés. Michelle Steel est finalement élue représentante des États-Unis avec environ 51 % des suffrages. Le même jour, Joe Biden remporte pourtant son district avec une légère avance sur Donald Trump (1,5 point).
Le 8 novembre 2022, elle est réélue pour le 45e district de Californie. Elle est battue lors des élections de 2024 par le candidat démocrate Derek Tran.

## Positions politiques

### Idéologies
Michelle Steel est une républicaine conservatrice.

### Questions de société
Steel s'oppose à l'avortement et au mariage homosexuel,,. En 2014, après que sa fille ait exprimé son soutien au mariage homosexuel, Steel la retire de l'Université de Californie à Santa Cruz et l'envoie à Loyola Marymount, une université jésuite privée,,.

### Questions économiques
Sur les questions économiques, Steel est en faveur d'une baisse des impôts et s'oppose à une couverture santé universelle.

### Opposition aux masques faciaux pendant le COVID-19
Pendant la pandémie de COVID-19, elle s'oppose aux masques obligatoires dans le comté d'Orange,. Elle vote contre l'exigence de masques pour les employés de commerces de détail, et s'oppose également aux exigences des masques dans les écoles publiques. Elle met aussi en doute l'efficacité médicale des masques pour empêcher la propagation du virus.

## Vie privée

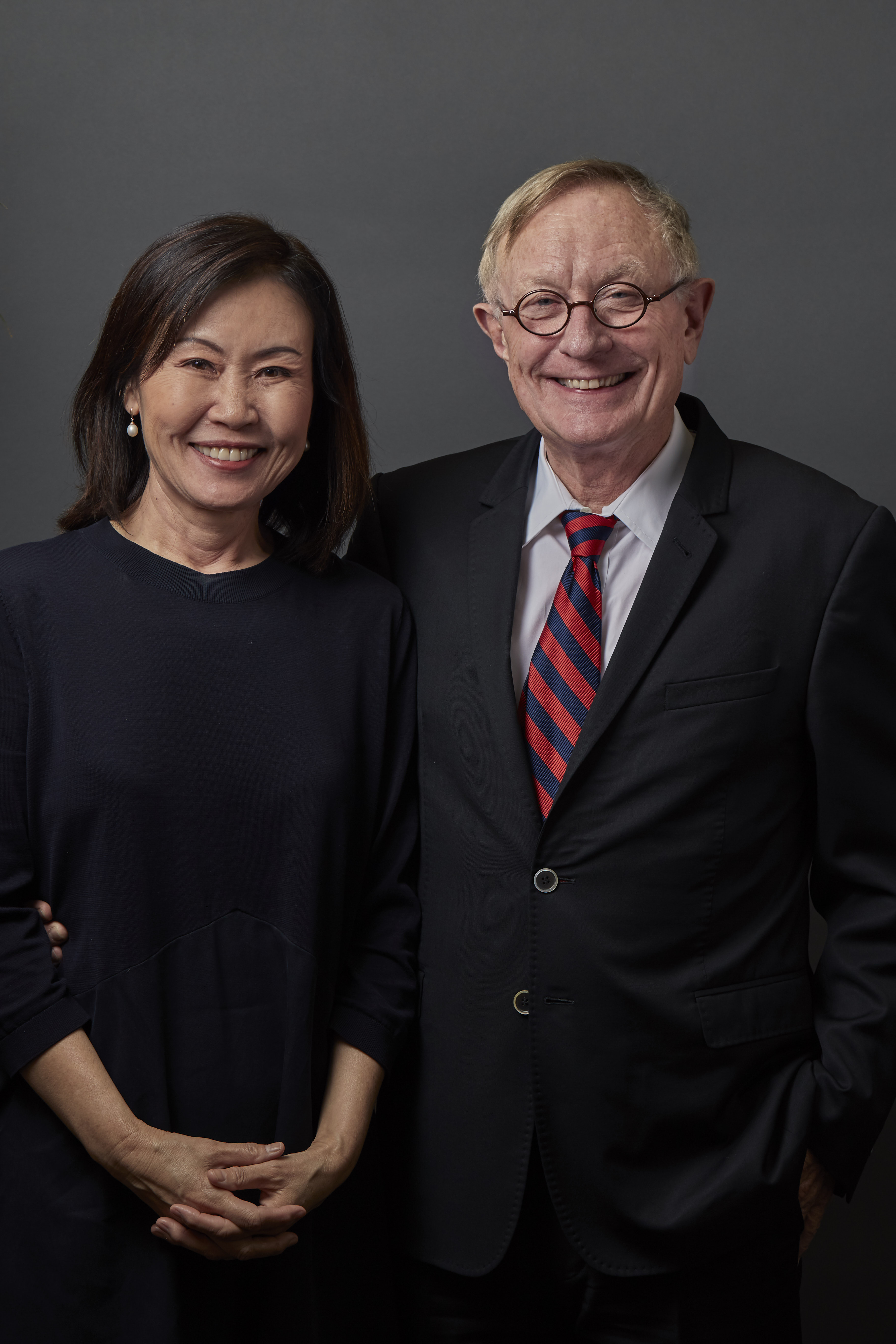
Michelle et Shawn Steel.

En 1981, Steel épouse Shawn Steel (en), un ancien président du Parti républicain de Californie et actuel membre du Comité national républicain de Californie. Ils ont deux filles, Cheyenne et Siobhan, et vivent à Surfside, en Californie.